# 瀬田駅 (熊本県)
瀬田駅（せたえき）は、熊本県菊池郡大津町大字大林にある、九州旅客鉄道（JR九州）豊肥本線の駅である。

## 歴史
- 1916年（大正5年）11月11日：鉄道院（後に日本国有鉄道）宮地軽便線肥後大津 - 立野間延伸に伴い開業[2][3]。当初は現在地より東の瀬田村大字瀬田にあった。
- 1922年（大正11年）9月：瀬田村大字大林の現在地に移転。宮地軽便線が宮地線に改称[2]。
- 1928年（昭和3年）12月2日：路線名の改称に伴い、豊肥本線の駅となる[2]。
- 1962年（昭和37年）10月1日：貨物取扱廃止[3]。
- 1983年（昭和58年）11月30日：荷物扱い廃止[4]。駅員無配置駅となる[5]。
- 1987年（昭和62年）4月1日：国鉄分割民営化に伴い、九州旅客鉄道（JR九州）の駅となる[2][3]。
- 2016年（平成28年）4月14日：熊本地震によって発生した土砂災害により休止。休止中は当駅での代行バス発着は行われなかった。
- 2020年（令和2年）8月8日：阿蘇 - 肥後大津間の運転再開に伴い営業再開[6][7]。

## 駅構造
単式ホーム2面2線を有する地上駅。元来は単式ホーム1面1線と島式ホーム1面2線の合せて2面3線を有する構造であったが、中央の1線が撤去され2面2線になった。互いのホームは構内踏切で連絡している。
簡易駅舎が単式ホームに接する形で設けられており、駅舎から見て奥には側線がある。無人駅。

### のりば
| のりば | 路線      | 方向 | 行先                     |
| ------ | --------- | ---- | ------------------------ |
| 1      | ■豊肥本線 | 上り | 肥後大津・熊本方面       |
| 2      | ■豊肥本線 | 下り | 宮地・豊後竹田・大分方面 |

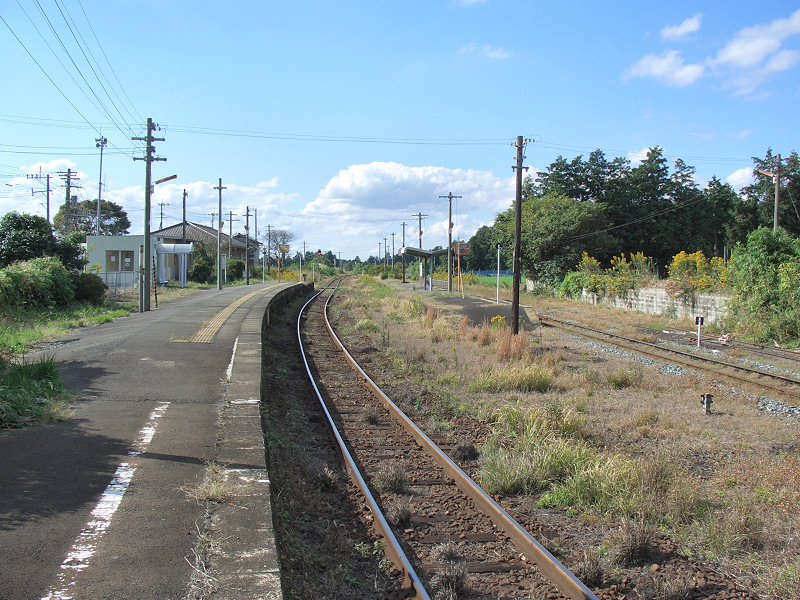
ホーム（2006年10月）

## 駅周辺

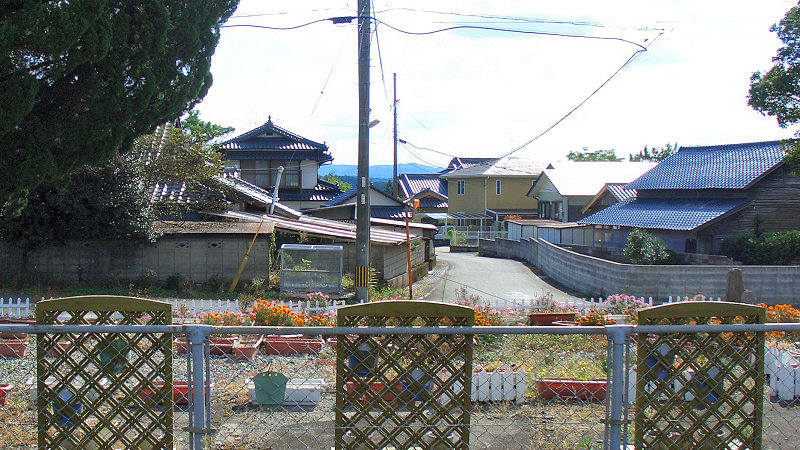
駅前（2006年10月）

田畑が広がるが、南側にはまとまった集落がある。
- 大津町立大津東小学校
- 国道57号
- 熊本県道145号瀬田熊本線
- 熊本県道207号瀬田竜田線
- 熊本県道208号外牧大林線

## その他
- 滋賀県大津市にあるJR西日本東海道本線（琵琶湖線）の瀬田駅と区別するため、当駅発着の乗車券には「（豊肥）瀬田」と印字される。

## 隣の駅
九州旅客鉄道（JR九州）
■豊肥本線
■普通（南阿蘇鉄道高森線直通列車も含む）
立野駅 - 瀬田駅 - 肥後大津駅